# Unione Sportiva Fiumana 1937-1938
Questa voce raccoglie le informazioni riguardanti l'Unione Sportiva Fiumana nelle competizioni ufficiali della stagione 1937-1938.

## Rosa
| N. |                   | Ruolo | Calciatore        |
| -- | ----------------- | ----- | ----------------- |
|    | Italia (bandiera) |       | Rodolfo Blecich   |
|    | Italia (bandiera) | P     | Tullio Dapretto   |
|    | Italia (bandiera) |       | Pericle Gaspardis |
|    | Italia (bandiera) |       | Mario Grossi      |
|    | Italia (bandiera) |       | Giovanni Host     |
|    | Italia (bandiera) | A     | Rodolfo Kregar    |
|    | Italia (bandiera) | A     | Alceo Lipizer     |
|    | Italia (bandiera) | C     | Ervino Loik       |
|    | Italia (bandiera) | D     | Giovanni Maras    |

| N. |                   | Ruolo | Calciatore          |
| -- | ----------------- | ----- | ------------------- |
|    | Italia (bandiera) | C     | Marcello Mihalich   |
|    | Italia (bandiera) | P     | Alfredo Otmarich    |
|    | Italia (bandiera) |       | Donato Pagnoni (II) |
|    | Italia (bandiera) | C     | Carlo Sepich (II)   |
|    | Italia (bandiera) | A     | Olindo Serdoz       |
|    | Italia (bandiera) | D     | Vladimiro Tiblias   |
|    | Italia (bandiera) |       | Nicolò Ulrich       |
|    | Italia (bandiera) | A     | Rodolfo Volk        |

## Risultati

### Serie C

#### Girone A

##### Girone di andata
| Arbitro: | Cappelli (Trieste) |

|        |           |         |
| Gregar | Marcatori | Reguzzi |

| Arbitro: | Sinico (Verona) |

|          |           |  |
| Smolizza | Marcatori |  |

| Arbitro: | Neri (Vicenza) |

|                                |           |              |
| Gregar 20’ Volk 40’ Sepich 85’ | Marcatori | 13’ Facchini |

| Arbitro: | De Benedictis (Padova) |

|           |           |          |
| Schipizza | Marcatori | 12’ Volk |

| Trieste 24 ottobre 1937 5ª giornata | Ponziana        | 0 – 0 referto | Fiumana | \| Arbitro: \| Bellè (Venezia) \| |
| Arbitro:                            | Bellè (Venezia) |               |         |                                   |

| Arbitro: | Candida (Venezia) |

|                    |           |          |
| Volk Sepich Gregar | Marcatori | Frattini |

| Carpi 14 novembre 1937 7ª giornata | Carpi | 1 – 0 referto | Fiumana |  |

| Arbitro: | Capitanio (Venezia) |

|            |           |  |
| Sepich 78’ | Marcatori |  |

| Arbitro: | Ferrari (Vicenza) |

|                                                       |           |  |
| Pagnoni 10’ (aut.) Chiapulin 14’, ?’ Maras 48’ (aut.) | Marcatori |  |

| Fiume 12 dicembre 1937 10ª giornata | Fiumana | 4 – 1 referto | Caratese |  |

| Treviso 19 dicembre 1937 11ª giornata | Treviso | 4 – 0 referto | Fiumana |  |

| Fiume 2 gennaio 1938 12ª giornata | Fiumana | 0 – 0 referto | Rovigo |  |

| Fiume 9 gennaio 1938 13ª giornata | Fiumana | 2 – 2 referto | Marzotto Valdagno |  |

| Forlì 16 gennaio 1938 14ª giornata | Forlì | 1 – 0 referto | Fiumana |  |

| Fiume 23 gennaio 1938 15ª giornata | Fiumana | 2 – 0 referto | Udinese |  |

##### Girone di ritorno
| Verona 30 gennaio 1938 16ª giornata | Audace SME | 5 – 2 referto | Fiumana |  |

| Fiume 6 febbraio 1938 17ª giornata | Fiumana | 1 – 0 referto | Grion Pola |  |

| Ferrara 13 febbraio 1938 18ª giornata | SPAL | 2 – 0 referto | Fiumana |  |

| Fiume 20 febbraio 1938 19ª giornata | Fiumana | 0 – 0 referto | Ampelea |  |

| Fiume 27 febbraio 1938 20ª giornata | Fiumana | 1 – 1 referto | Ponziana |  |

| Mantova 6 marzo 1938 21ª giornata | Mantova | 1 – 0 referto | Fiumana |  |

| Fiume 13 marzo 1938 22ª giornata | Fiumana | 0 – 0 referto | Carpi |  |

| Vicenza 20 marzo 1938 23ª giornata | Vicenza | 4 – 1 referto | Fiumana |  |

| Fiume 27 marzo 1938 24ª giornata | Fiumana | 2 – 0 referto | Pro Gorizia |  |

| Carate Brianza 3 aprile 1938 25ª giornata | Caratese | 0 – 2 referto | Fiumana |  |

| Fiume 10 aprile 1938 26ª giornata | Fiumana | 0 – 0 referto | Treviso |  |

| Rovigo 17 aprile 1938 27ª giornata | Rovigo | 0 – 1 referto | Fiumana |  |

| Valdagno 24 aprile 1938 28ª giornata | Marzotto Valdagno | 1 – 0 referto | Fiumana |  |

| Fiume 1 maggio 1938 29ª giornata | Fiumana | 4 – 0 referto | Forlì |  |

| Udine 8 maggio 1938 30ª giornata | Udinese | 1 – 3 referto | Fiumana |  |

### Coppa Italia
| Fiume 5 settembre 1937 Turno preliminare | Fiumana | 3 – 0 | Grion Pola |  |

| Fiume 19 settembre 1937 Primo turno | Fiumana | 2 – 3 | Ampelea |  |